# 比阿特麗斯 (喬治亞州)
比阿特麗斯（英語：Beatrice）是位於美國喬治亞州斯圖爾特縣的一個非建制地區。該地的面積和人口皆未知。

## 地理
比阿特麗斯的座標為32°00′26″N 84°54′18″W / 32.00722°N 84.90500°W，而該地的平均海拔高度為170米（即558英尺）。